# El Perú
El Perú, également connu sous le nom de Waka ou Waka', son toponyme ancien identifié par Simon Martin, est un site archéologique maya situé dans le Parque Nacional Laguna del Tigre à 78 km à l'ouest de Tikal dans le département du Petén au Guatemala. 

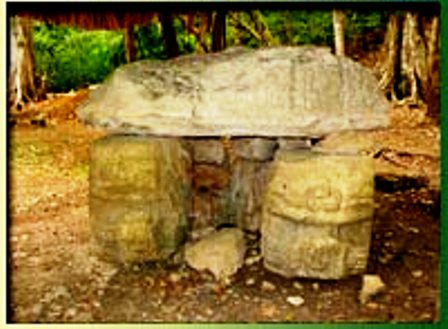
Autel de pierres noires.

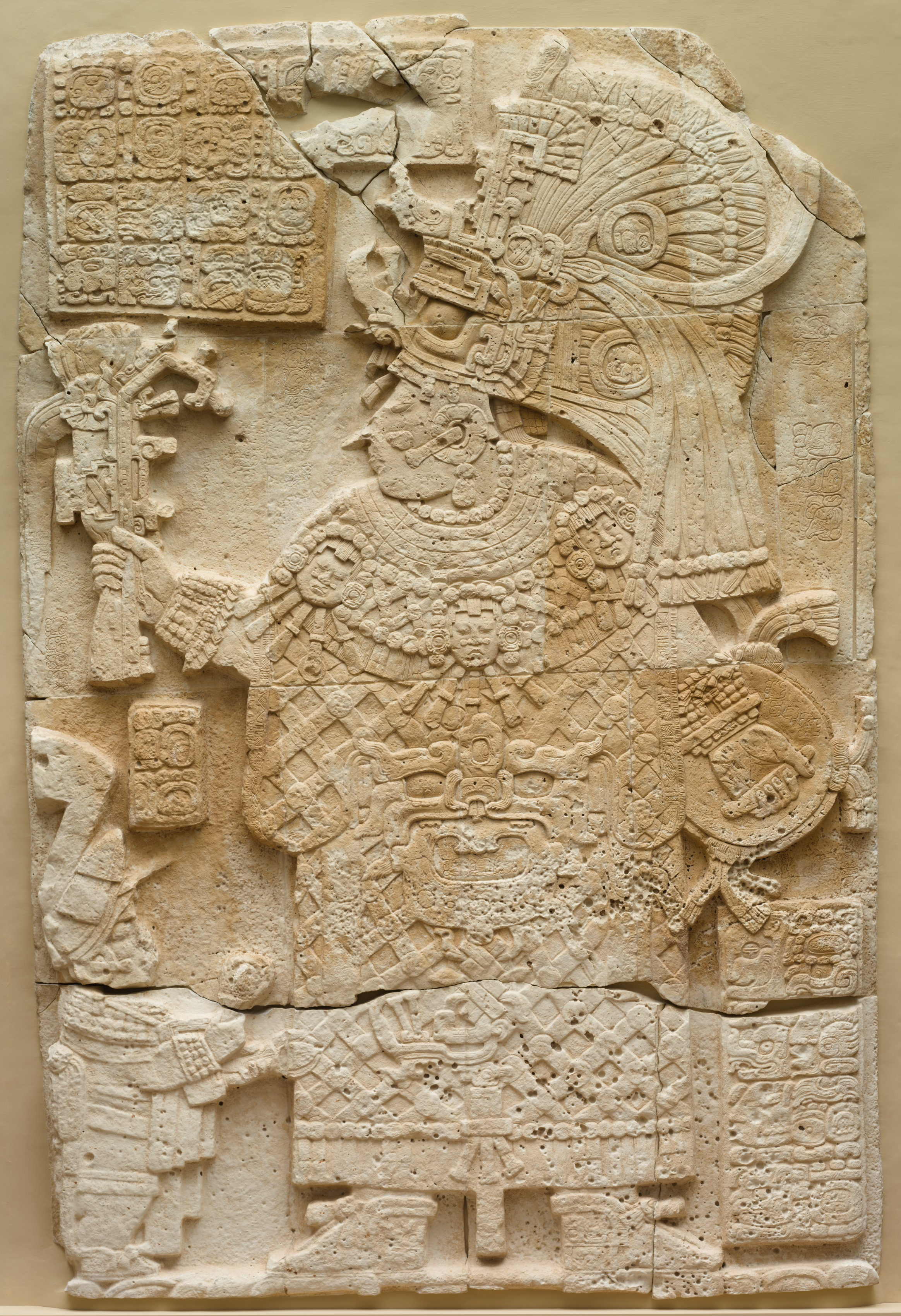
Stèle d'El Peru (692)

Le site est connu pour avoir été victime à l'époque contemporaine de pillards qui l'ont saccagé, faisant disparaître une grosse partie des informations sur son histoire.
Occupé à partir du Préclassique récent, le site a connu son apogée au Classique ancien entre 250 et 500. El Perú doit sa prospérité à l'emplacement stratégique qu'il occupe sur un escarpement au nord du Río San Pedro Martir et qui contrôle une route commerciale. Il est lié à la fois au site de Tikal et à Teotihuacan : en 378, comme le rapporte la Stèle 15, un individu nommé Siyaj K'ak', venu de Teotihuacan, passa par El Perú, alors qu'il se rendait à Tikal où il renversa le dernier souverain de la dynastie locale nommé Chak Tok Ich'aak et le remplaça par un nouveau souverain. On sait pourtant qu'en 743, Tikal mena une guerre victorieuse contre El Perú et ramena comme trophée la chaise à porteurs de son dieu tutélaire, comme nous l'apprend le linteau 3 du Temple IV de Tikal. Au Classique récent, El Perú était sans doute devenu un allié de Calakmul, l'État rival de Tikal.
Le site fut découvert par des prospecteurs pétroliers dans les années 1960. En 1971, l'archéologue Ian Graham de l'Université Harvard en fit le relevé. Depuis 2003, une série de campagnes de fouilles connues sous le nom de «Proyecto Arqueológico El Perú-Waka'» ont été menées sous la direction de David Freidel et Hector Escobedo.